# Sportlövészet az 1976. évi nyári olimpiai játékokon
Az 1976. évi nyári olimpiai játékokon a sportlövészetben a kikerült nagyöbű sportpuska a versenyszámok közül.

## Éremtáblázat
(A rendező ország csapata és a magyar érmesek eltérő háttérszínnel, az egyes számoszlopok legmagasabb értéke, vagy értékei vastagítással kiemelve.)
| Az 1976. évi nyári olimpiai játékok éremtáblázata sportlövészetben | Az 1976. évi nyári olimpiai játékok éremtáblázata sportlövészetben | Az 1976. évi nyári olimpiai játékok éremtáblázata sportlövészetben | Az 1976. évi nyári olimpiai játékok éremtáblázata sportlövészetben | Az 1976. évi nyári olimpiai játékok éremtáblázata sportlövészetben | Olimpia  |
| ------------------------------------------------------------------ | ------------------------------------------------------------------ | ------------------------------------------------------------------ | ------------------------------------------------------------------ | ------------------------------------------------------------------ | -------- |
|                                                                    | Ország                                                             | Arany                                                              | Ezüst                                                              | Bronz                                                              | Összesen |
| 1.                                                                 | NDK (GDR)                                                          | 2                                                                  | 2                                                                  | 0                                                                  | 4        |
| 2.                                                                 | Egyesült Államok (USA)                                             | 2                                                                  | 1                                                                  | 0                                                                  | 3        |
| 3.                                                                 | NSZK (FRG)                                                         | 1                                                                  | 1                                                                  | 1                                                                  | 3        |
| 3.                                                                 | Szovjetunió (URS)                                                  | 1                                                                  | 1                                                                  | 1                                                                  | 3        |
| 5.                                                                 | Csehszlovákia (TCH)                                                | 1                                                                  | 0                                                                  | 0                                                                  | 1        |
|                                                                    |                                                                    |                                                                    |                                                                    |                                                                    |          |
| 6.                                                                 | Hollandia (NED)                                                    | 0                                                                  | 1                                                                  | 0                                                                  | 1        |
| 6.                                                                 | Portugália (POR)                                                   | 0                                                                  | 1                                                                  | 0                                                                  | 1        |
|                                                                    |                                                                    |                                                                    |                                                                    |                                                                    |          |
| 8.                                                                 | Lengyelország (POL)                                                | 0                                                                  | 0                                                                  | 2                                                                  | 2        |
| 8.                                                                 | Olaszország (ITA)                                                  | 0                                                                  | 0                                                                  | 2                                                                  | 2        |
| 10.                                                                | Ausztria (AUT)                                                     | 0                                                                  | 0                                                                  | 1                                                                  | 1        |
|                                                                    |                                                                    |                                                                    |                                                                    |                                                                    |          |
| Összesen                                                           | Összesen                                                           | 7                                                                  | 7                                                                  | 7                                                                  | 21       |

## Érmesek
| Az 1976. évi nyári olimpiai játékok érmesei sportlövészetben |                                                |                                                   |                                                 |
| Versenyszám                                                  | Arany                                          | Ezüst                                             | Bronz                                           |
| Gyorstüzelő pisztoly 25 m                                    | Norbert Klaar · NDK (GDR) · 597                | Jürgen Wiefel · NDK (GDR) · 596                   | Roberto Ferraris · Olaszország (ITA) · 595      |
| Sportpisztoly 50 m                                           | Uwe Potteck · NDK (GDR) · 573                  | Harald Vollmar · NDK (GDR) · 567                  | Rudolf Dollinger · Ausztria (AUT) · 562         |
| Kisöbű puska fekvő 50 m                                      | Karlheinz Smieszek · NSZK (FRG) · 599          | Ulrich Lind · NSZK (FRG) · 597                    | Gennagyij Luscsikov · Szovjetunió (URS) · 595   |
| Kisöbű puska összetett                                       | Lanny Bassham · Egyesült Államok (USA) · 1162  | Margaret Murdock · Egyesült Államok (USA) · 1162  | Werner Seibold · NSZK (FRG) · 1160              |
| Futóvad                                                      | Alekszandr Gazov · Szovjetunió (URS) · 579 VCS | Alekszandr Kegyarov · Szovjetunió (URS) · 576     | Jerzy Greszkiewicz · Lengyelország (POL) · 571  |
| Trap                                                         | Donald Haldeman · Egyesült Államok (USA) · 190 | Armando da Silva Marques · Portugália (POR) · 189 | Ubaldesco Baldi · Olaszország (ITA) · 189       |
| Skeet                                                        | Josef Panáček · Csehszlovákia (TCH) · 198      | Eric Swinkels · Hollandia (NED) · 198             | Wiesław Gawlikowski · Lengyelország (POL) · 196 |